# Оита
О̀ита (на японски се изговаря с дълго О) е град в Япония, префектура Оита. Разположен е на третия по големина японски остров Кюшу, на брега на Тихия океан. Населението му е 478 113 жители (по приблизителна оценка към октомври 2018 г.).

## История
В по-древни времена градът се е казвал Фунай. През Периода Сангоку е бил столица на клана Отомо и е процъфтявал като главно пристанище, през което се е осъществявала търговията с португалските търговци и китайската династия Мин. Един от водачите на Отомо – Сорин става първият покръстен даймио, който отваря врати за западната култура. Тук е открита първата в Япония болница по европейски тип.

## Икономика
Административен център на едноименната префектура на о. Кюшу. Важно пристанище на Вътрешно Японско море. Жп възел с развита нефтохимия, металургия, хранителна, памучна и коприненотекстилна промишленост. Изнася коприна. Има голяма хидросамолетна база.